# Yeongju
Yeongju (kor. 영주시) – miasto w Korei Południowej, w prowincji Gyeongsang Północny. W 2003 liczyło 196 000 mieszkańców.